# Aegoprepes
Aegoprepes es un género de escarabajos longicornios, categorizado en la tribu Agapanthiini, de la subfamilia Lamiinae. Fue descrito por Francis Polkinghorne Pascoe en 1871.

## Especies
- Aegoprepes affinis Breuning, 1948
- Aegoprepes antennator Pascoe, 1871
- Aegoprepes cylindricus Vives & Heffern, 2016
- Aegoprepes insignis Shelford, 1902